# Leonore Adler
Leonore Adler (* 14. August 1953 in Plauen/Vogtland) ist eine deutsche Malerin, Grafik-Designerin, Schriftsetzerin, Performance- und Installationskünstlerin.

## Leben und Werk
Leonore Adler besuchte von 1960 bis 1971 die allgemeinbildende polytechnische Oberschule in Dresden und ließ sich anschließend von 1971 bis 1973 im Leipziger Druckhaus zur Schriftsetzerin ausbilden. Von 1973 bis 1978 studierte sie an der Hochschule für Grafik und Buchkunst Leipzig bei Rolf Kuhrt in der Fachklasse für Grafik und Illustration. Sie war von 1978 bis 1990 Mitglied im Verband Bildender Künstler der DDR und gehört seitdem dem  Künstlerbund Dresden an. 1989 war sie  Mitbegründerin der Künstlerinnengruppe „Dresdner Sezession 89“.
Adlers figurative Bildfindungen zeigen u. a. phantastische Szenerien, in denen reale und symbolhafte Elemente oft vereinfacht oder verfremdet erscheinen. Im Kontrast zum lasierenden flächigen Farbauftrag steht eine starke Betonung der Umrisslinie. In ihren Collagen kombiniert Leonore Adler Malerei mit Fotografie und Zeitungsausschnitten.
Leonore Adler ist die Tochter der Malerin Maria-Adler-Krafft und des Malers Karl-Heinz Adler. Sie lebt und arbeitet in Dresden.

## Werke (Auswahl)
- Leonore Adler: Zeit, mich umzusehen ... Aquarelle und Collagen, Quintum-Kunstverein, 2004.

## Ausstellungen (unvollständig)

### Einzelausstellungen
- 1987: Dresden

- 1990: Galerie Schmidt-Rottluff, Dresden
- 1991: Wilhelm-Hack-Museum, Ludwigshafen
- 2010: „Edel-Bitter“, Galerie Finkbein, Dresden
- 2011: „Der Froschkönig“, Galerie Kunst und Eros, Dresden
- 2013: „Acrylaquarelle, Öl und Zeichnung“, Villa Salzburg, Dresden

### Teilnahme an zentralen und wichtigen regionalen Ausstellungen in der DDR
- 1979 und 1985: Dresden, Bezirkskunstausstellungen
- 1980: Frankfurt/Oder, Sport- und Ausstellungszentrum („Junge Künstler der DDR “)
- 1981: Karl-Marx-Stadt, Ausstellungshalle 2 am Schlossteich („Junge Künstler der DDR“)